# 사유 철도
사유 철도(私有鐵道), 사설 철도(私設鐵道) 혹은 줄여서 사철(私鐵)은 개인이나 특정 회사가 건설/운영하는 철도 노선을 의미하며, 주로 민영 여객 철도를 말하는 경우가 많다. 엄밀하게는 민간에서 운영하는 모든 철도가 포함되나, 국유 철도가 민영화된 경우(예: 일본의 JR 그룹)는 제외하기도 한다.

## 한국의사철

### 일제 강점기
한국의 철도는 일본 또는 미국 등의 해외 자본에 의한 민간 철도로 출발하였다. 시가전차인 서울전차선의 경우 미국인 사업가에 의해서, 경인선 및 경부선의 경우 각각 일본 자본에 의한 회사에 의해서 건설, 운영되었다. 다만, 자본의 조달은 민간에 의존했지만, 실질적으로 일본 정부의 개입이 존재하여, 순수한 의미의 민간운영이라고 할 수는 없는 것이었다. 이후, 러일전쟁의 발발로 인해서 일본이 직접 개입하여 경인선, 경부선 및 경의선 철도 미완성 구간에 대한 공사를 진행하고, 임시 열차를 운행하면서 사실상의 국유화가 이루어졌다.
이후 일제강점기 초기인 1910년대에 이르러서, 일본에서의 경편철도 건설 러시가 당시 한국에서도 일어나게 되었으며, 이때 일본인 지주나 자본가에 의해 그 자본을 확보하여 다수의 사설철도가 설치, 운영되었다. 이 당시의 사설철도는 일부를 제외하고 협궤를 근간으로 하였으며, 다수는 그 노선 자체의 수익성 보다 정부의 보조금에 기댄 경우가 많았다. 이 시기의 사설철도는 1920년대 국유철도망의 확충이 조선총독부에 의해서 기획됨에 따라 국철로 인수되었으며, 협궤로 부설된 경우에는 표준궤로 재부설되었다.
1920년대의 사철 국유화 정책 이후로도 당시 여러 사철들이 1930년대까지 계속해서 건설이 이루어졌다. 1920년대 중반 이후에서 1930년대 초반에 이르는 기간동안은 초기의 열악한 수준의 사철 건설에서 벗어나, 비교적 안정적인 기반 시설을 갖춘 사철이 건설되었는데, 최초의 간선전철화 노선인 금강산선이나, 경성의 교외철도격인 경성궤도 등이 이 시기에 건설되었다. 그러나, 1937년에 발발한 중일전쟁 등의 여파로 점차 전시동원체제로 전환되고, 이에 따른 민간 활동의 위축이 심해지면서 사철의 건설은 거의 중단되기에 이르렀으며, 1944년 태평양 전쟁 말기에 이르러서는 심지어 이 사유철도 노선들 일부 구간를 폐지하고 폐선 후 선로를 철거하여 공출해 가기까지 하였다.

### 일제강점기의 사철 현황
자료는 조선물산안내 '35~'40에서 참조한 1935년(쇼와 10년)의 조선 내 사설철도 영업선 현황이다.
| 회사명                                           | 본사       | 노선       | 구간            | 거리(km) |
| ------------------------------------------------ | ---------- | ---------- | --------------- | -------- |
| 조선철도주식회사                                 | 경성       | 충북선     | 조치원~충주     | 94.0     |
| 조선철도주식회사                                 | 경성       | 경북선     | 김천~경북안동   | 118.1    |
| 조선철도주식회사                                 | 경성       | 함북선     | 고무산~무산     | 60.1     |
| 조선철도주식회사                                 | 경성       | 옹진선     | 토성~옹진       | 121.8    |
| 조선철도주식회사                                 | 경성       | 황해본선   | 사리원~장연     | 81.8     |
| 조선철도주식회사                                 | 경성       | 황해지선   | 상해~해주항     | 66.5     |
| 조선철도주식회사                                 | 경성       | 황해지선   | 동포~성도       | 0.7      |
| 조선철도주식회사                                 | 경성       | 황해지선   | 해주~동포       | 7.5      |
| 조선철도주식회사                                 | 경성       | 황해지선   | 화산~내토       | 2.1      |
| 조선철도주식회사                                 | 경성       | 황해지선   | 신원~하성       | 5.6      |
| 평북철도주식회사                                 | 정주       | 평북선     | 정주~청비       | 120.5    |
| 조선경남철도주식회사                             | 천안       | 안성선     | 천안~장호원     | 69.8     |
| 조선경남철도주식회사                             | 천안       | 충남선     | 천안~장항잔교   | 144.2    |
| 경춘철도주식회사                                 | 경성       | 경춘선     | 성동~춘천       | 93.5     |
| 금강산전기철도주식회사                           | 철원       | 금강산선   | 철원~내금강     | 116.6    |
| 단풍철도주식회사                                 | 단천       | 단풍선     | 단천~홍군       | 80.3     |
| 서선중앙철도주식회사                             | 평양       | 서선중앙선 | 승호리~평남강동 | 38.1     |
| 다사도철도주식회사                               | 신의주     | 다사도선   | 신의주~다사도   | 39.5     |
| 신흥철도주식회사                                 | 함남       | 장진선     | 함흥~상통       | 30.3     |
| 신흥철도주식회사                                 | 함남       | 장진선     | 상통~사수       | 46.4     |
| 신흥철도주식회사                                 | 함남       | 송흥선     | 함남신흥~호안   | 50.6     |
| 신흥철도주식회사                                 | 함남       | 송흥선     | 풍산~장풍       | 2.3      |
| 신흥철도주식회사                                 | 함남       | 흥남선     | 서함흥~서호리   | 2.3      |
| 조선경동철도주식회사                             | 수원       | 수인선     | 수원~인천항     | 52.0     |
| 조선경동철도주식회사                             | 수원       | 수려선     | 수원~여주       | 73.4     |
| 조선평안철도주식회사                             | 진남포     | 용강선     | 진남포~용강     | 52.0     |
| 남만주철도주식회사 (주-1940년에 철도국에 반환)   | 대련(만주) | 북선선     | 웅기~나진       | 15.2     |
| 혼춘철로고분유한공사 (주-동만주철도주식회사계열) | 훈춘(만주) | 도문강선   | 도문강중심~훈융 | 1.0      |
| 남선합동전기주식회사                             | 부산       | 동래선     | 부산진~동래     | 9.5      |

### 해방 이후
일제 강점기 당시의 여러 사철 노선은 남측에서는 미국에 의한 군정기에, 적산에 대한 정부 환수와, 공공 시설의 국유 정부운영 요망에 따라 철도가 국유화되었다. 이 조처에 따라서 조선철도주식회사, 경남철도주식회사, 경춘철도주식회사 소유의 노선이 1946년 5월 7일 부로 국유화되었으며, 이로 인해서 함평궤도 등 궤도 노선만이 사유철도로 남아 유지되게 되었다. 이후 1960년대에 이르러 이들 궤도선이 전부 폐지되어 남한의 철도는 완전히 국유 기반으로 운영되게 되었다. 북측에서도 소련에 의한 군정기에 철도 노선을 국유화하였다.
- 서울 지하철 3호선, 서울 지하철 4호선 본선이 사철 노선의 일부로 계획된 적이 있었으나 취소되었다.
- 서천화력선, 화순선 등은 준공 기업이 운영, 관리, 소유하고 있다. 따라서 이 노선들은 사유철도이다.
- 인천국제공항철도, 신분당선, 수도권고속철도 등은 민간운영사가 사업을 영위하고 있지만, 운영사가 해당 노선을 소유하지 않으므로 사유 철도가 아니다.

## 일본의 사철
1987년의 일본국유철도 민영화로 인해 국유철도는 존재하지 않고, 지방자치단체의 교통국을 제외한 철도는 모두 사철이다.
본래 JR도 민간기업이기 때문에 사철이라고 할 수 있다. 하지만, 오랜 관례 상 ‘사철’이라고 할 경우 JR은 포함하지 않는 것이 일반적이다. 명확한 규정은 없지만, ‘사철’이라고 부르는 것은 노동조합이나 일반 이용자이며, 사측에서는 ‘민철’이라고 자칭하는 일이 많다. 따라서, 일본에서의 사철(민철)의 정의는, JR 각사를 제외한 민간 사업자의 철도를 이르게 된다.

## 미국의 사철
미국에서는 민간 회사가 소유하며, 외부에 차량을 제공하지 않는 전용선을 사철이라고 한다. 즉, 일반에 운송 서비스를 제공하지는 않는다.

## 중화인민공화국의 사철
1996년 중국철도부에서 분리됨과 동시에 발족한 철도회사. 도영철도(지방철도) 이외에 ~철도유한공사는 사철이다.
본래 중국철도부에서 운영하다가 중국철도부에서 분리된 광심철도(GSRC 보관됨 2008-05-09 - 웨이백 머신)는 광저우~선전 을 운행하던 중공 최초의 사영 철도회사 중국 공산당의 개혁개방에 따라 1996년 발족하여 민영화를 한다. 광심철도를 제외한 국가철도 이하의 급의 철도는 도영철도 혹은 지방철도로 부르는데 같은 일본과는 다르게 철도부에서 지원/관리가 이뤄진다.

## 같이 보기
- 국유 철도